# Сокол (Сливенская область)
Сокол (болг. Сокол) — село в Болгарии. Находится в Сливенской области, входит в общину Нова-Загора. Население села на 16 июня 2006 год — 236 человек.
Село расположено в 15 километрах юго-восточнее города Нова-Загора, на южном склоне Свети-Илийской возвышенности, по оба берега реки Селската.

## Политическая ситуация
В местном кметстве «Сокол» должность кмета (старосты) исполняет Янка Динева Георгиева по результатам выборов правления кметства.
Кмет (мэр) общины Нова-Загора — Николай Георгиев Грозев (Граждане за европейское развитие Болгарии (ГЕРБ)) по результатам выборов.